# Dream Land! Dream World!
《Dream Land! Dream World!》是《虹咲學園學園偶像同好會》的迷你小隊 A・ZU・NA 在2020年2月12日發售的首張單曲。

## 概況
“A・ZU・NA” 是以步夢的英文拼音「Ayumu」的A、雫的英文拼音「Shizuku」的ZU、雪菜的英文拼音「Setsuna」的NA組合而成，成員為上原步夢（大西亞玖璃）、櫻坂雫（前田佳織里）、優木雪菜（楠木灯）三人。

## 收錄曲目
收錄内容中vocal曲以粗體字表示，括號之中的中文翻譯只僅供参考用途，並非官方翻譯名稱。
- CD部分
  1. 
    - 作詞：hot tears，作曲：景山將太（日语：景山将太），編曲：MEGAneCOMIC

  2. 
    - 作詞：Ayaka Miyake，作曲、編曲：hot tears、Sheeta.C

  3. （Off Vocal）
  4. （Off Vocal）
  5. （廣播劇）

## 外部連結
- Lantis的介绍頁面 （页面存档备份，存于）（日語）